# Vardenis (Aragatsotn)
Pour les articles homonymes, voir Vardenis et Mont Vardenis.
Vardenis (en arménien Վարդենիս ; jusqu'en 1969 Gyulluja) est une communauté rurale du marz d'Aragatsotn, en Arménie. Elle compte 760 habitants en 2009.